# Paolo Sala
Paolo Sala, född 1954, en tysk-italiensk amatörastronom.
Minor Planet Center listar honom som P. Sala och som upptäckare av 3 asteroider.

## Asteroid upptäckt av Paolo Sala
| (10394) 1997 SG1  | 22 september 1997 |
| (70026) 1999 BO3  | 20 januari 1999   |
| (86209) 2001 BM53 | 7 oktober 1999    |